# Сироп агави
Сиро́п ага́ви (інколи також нектар агави) — підсолоджувач, вироблений з декількох видів рослини агава, включаючи агаву текілову (блакитну агаву; Agave tequiliana), агаву американську (Agave americana) і агаву пулькову (Agave salmiana). Сироп блакитної агави містить 56 % фруктози, що забезпечує підсолоджуючі властивості, тоді як у сиропі з агави сальміани переважаючим підсолоджувачем є сахароза.

## Виробництво
Для отримання сиропу агави з рослин Agave americana і A. tequilana листя зрізають з рослини після того, як воно росло протягом від семи до чотирнадцяти років. Потім сік витягується з серцевини агави, званої пінья. Сік фільтрують, потім нагрівають, щоб розщепити складні компоненти (полісахариди) на прості цукри. Основний полісахарид називається фруктаном, полімером молекул фруктози. Цей фільтрований сік потім концентрується в сиропоподібну рідину, дещо менш густу, ніж мед. Її колір варіюється від світло- до темно-бурштинового, залежно від ступеня обробки.
Agave salmiana обробляється інакше. В міру розвитку рослини, у неї починає рости стебло, зване квіотом. Стебло зрізають до того, як воно повністю виросте, створюючи отвір в центрі рослини, який заповнюється рідиною, званою агуамієль. Рідина збирається щодня. Потім рідину нагрівають, розщеплюючи її складні компоненти на фруктозу, глюкозу і сахарозу і запобігаючи її бродіння в пульку.

## Композиція

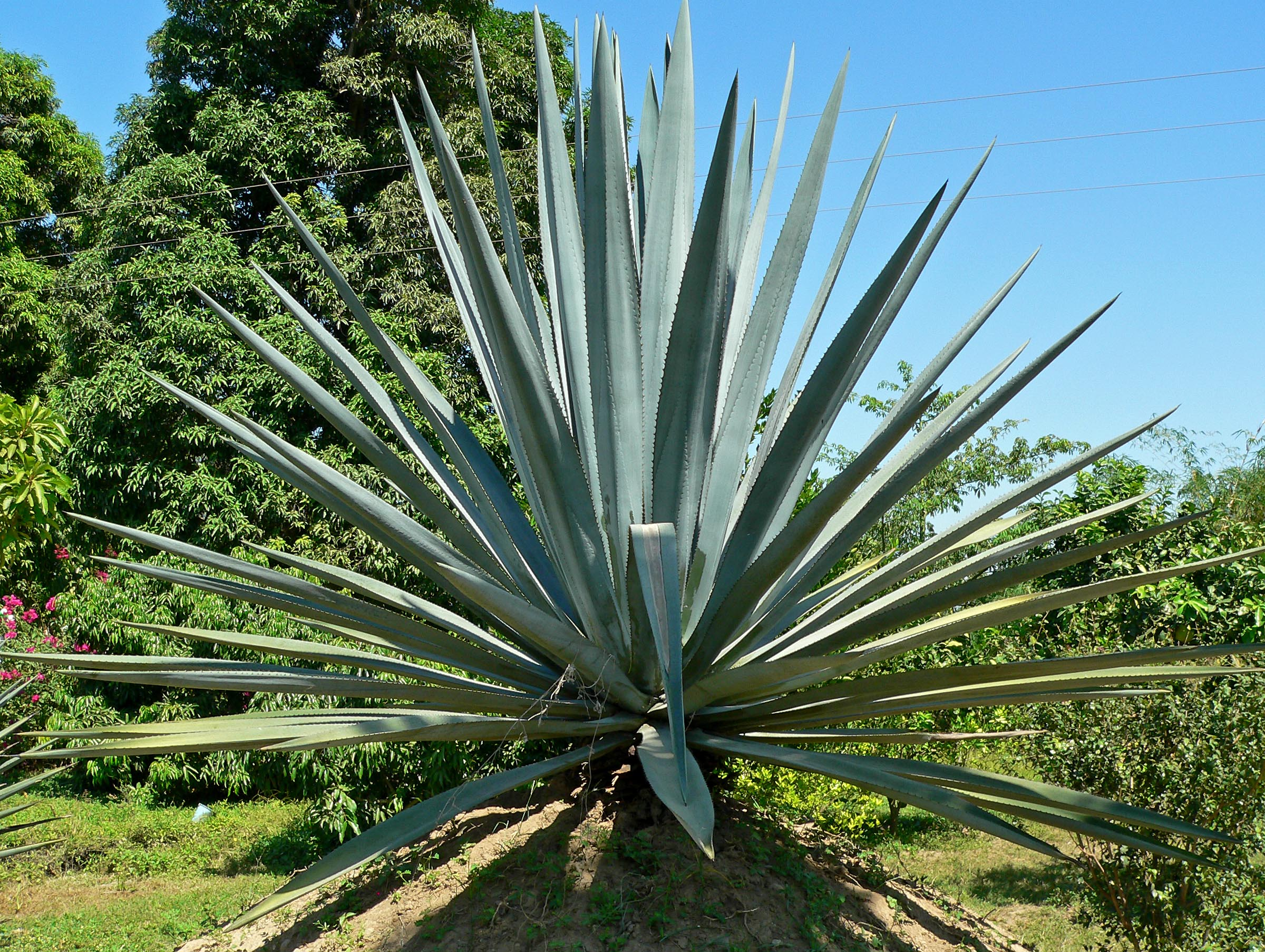
Блакитна агава — сировина для приготування сиропу.

Вуглеводний склад сиропу агави залежить від виду агави, з якої він був приготовлений. У A. tequilana (блакитна агава) сироп містить від 56 % до 60 % фруктози, 20 % глюкози і слідові кількості сахарози, тоді як в A. salmiana сахароза є основним цукром. Молекули фруктози в сиропі A. tequilana зв'язуються разом, утворюючи фруктани і фруктоолігосахариди, які мають підсолоджувальну дію.
У 100 грамах (мл) сиропу блакитної агави міститься 310 калорій (78 калорій на столову ложку). Сироп агави є помірним джерелом вітаміну С і декількох вітамінів групи В. Містить фруктозу як основний підсолоджувач, сироп блакитної агави близький за змістом фруктози до високофруктозного кукурудзяного сиропу (55 % фруктози), найпоширеніший підсолоджувач, який використовують у напоях американського виробництва.

## Різновиди
Сиропи агави бувають світлих, бурштинових і темних сортів. Світлий сироп агави має м'який і майже нейтральний смак. Бурштиновий сироп агави має карамельний смак середньої інтенсивності. Темний (нефільтрований) сироп агави має ще сильніші карамельні нотки й надає стравам особливого смаку.

## Кулінарне застосування
Сироп блакитної агави в 1,4—1,6 раза солодший за цукор і може бути замінником цукру в кулінарних рецептах. Також сироп агави можна використовувати просто для поливання млинців, вафель і бутербродів. Оскільки сироп агави має рослинне походження, він широко використовується як альтернатива меду для тих, хто дотримується веганского способу життя.

## Безпека
Сироп агави (нектар) не включений у перелік харчових продуктів, загальновизнаних як безпечні (GRAS) Управлінням з контролю за продуктами харчування та ліками США. Сироп агави не рекомендується людям з непереносимістю фруктози.